# Магура Ігор Сильвестрович
Магура Ігор Сильвестрович (22 листопада 1928, Київ — 2 квітня 2022, Київ) — доктор біологічних наук, професор, академік НАН України. Син українського археолога Сильвестра Магури.

## Коротка біографія
- 1953 — закінчив військово-морський факультет 1-го Ленінградського медичного інституту.
- 1953 — старший ординатор госпіталю
- 1955 — переведено до Чорноморського флоту
- 1958 — молодший науковий співробітник відділу електрофізіології Інституту фізіології ім. О. О. Богомольця АН УРСР.
- 1963 — у відділі загальної фізіології нервової системи.
- 1963 — кандидатська дисертація на тему «Влияние ионной среды и некоторых фармакологических веществ на мембранный потенциал покоя поперечнополосатого мышечного волокна».
- Упродовж 1982-1996 — керівник відділу загальної фізіології НДІ фізіології ім. Петра Богача Київського державного університету ім. Т.Г. Шевченка.
- З 1983 обіймав посаду професора кафедри молекулярної фізіології та біофізики Київського відділення Московського фізико-технічного інституту.

## Наукова діяльність
Основний напрямок наукової діяльності — електрофізіологія. Розробляв проблему нейроімунної взаємодії, зокрема досліджував імуномодулятор інтерферону та вторинні посередники його дії (олігоаденілатів) на нервові клітини, вивчав молекулярні механізми регуляції клітинної збудливості, зокрема пластичність цих процесів і роль калієвих каналів. Один із засновників і ключових лекторів Кафедри молекулярної фізіології та біофізики Київського відділення Московського фізико-технічного інституту, що згодом реорганізовано у Київський академічний університет. Також читав лекції на кафедрах біофізики та медичної радіофізики Київського національного університету імені Тараса Шевченка, в Інституті та кафедрі прикладної фізики НТУУ «КПІ». Був членом спеціалізованої вченої ради Інституту фізіології ім. О. О. Богомольця за спеціальністю «Фізіологія людини і тварин» та членом редакційної ради міжнародного наукового журналу «Нейрофизиология/Neurophysyology». Має понад 300 наукових праць.

## Основні праці
- Биофизика. К., 1988 (в співавт.);
- Біофізика. Підручник К., 2001. (в співавт.);
- Вплив кофеїну на електричну реакцію ацинарних клітин підшлункової залози собаки //Фізіологічний журнал 1992.
- Особенности влияния хлорпромазина, трифторперазина на электрические реакции ацинарных клеток поджелудочной железы при стимуляции пентагастрином // «Биоритмы пищеварительной системы и гомеостаз», 1994.

## Нагороди
- 1983 — Державна премія СРСР в галузі науки і техніки (в співавт.)
- 1992 — Державна премія України в галузі науки і техніки
- 2010 — Премія імені О. О. Богомольця НАН України (спільно з М. Я. Співаком та І. М. Трахтенбергом, за серію праць «Проблеми вродженої імунорезистентності та вікової фізіології і токсикології»)